# Pohang
Pohang is een stad in Zuid-Koreaanse provincie Gyeongsangbuk-do. In 2005 telde Pohang 516.105 inwoners.

## Economie
Pohang maakte in de 20e eeuw een grote economische ontwikkeling door door de vestiging van het staalbedrijf POSCO. Het werd in 1968 opgericht en telde toen 39 werknemers en in 2014 was het de op vier na grootste staalproducent ter wereld. De geïntegreerde staalfabriek in Pohang heeft een capaciteit van ongeveer 10 miljoen ton staal op jaarbasis.

## Geboren
- Lee Myung-joo (1990), voetballer